# Saint-Arcons-d’Allier
Saint-Arcons-d’Allier – miejscowość i gmina we Francji, w regionie Owernia-Rodan-Alpy, w departamencie Górna Loara. Nazwa miejscowości pochodzi od imienia świętego o imieniu (łac.) Archontius.
Według danych na rok 1990 gminę zamieszkiwało 187 osób, a gęstość zaludnienia wynosiła 12 osób/km² (wśród 1310 gmin Owernii Saint-Arcons-d’Allier plasuje się na 662. miejscu pod względem liczby ludności, natomiast pod względem powierzchni na miejscu 613.).